# مورنیکو ال سریو
مورنیکو ال سریو (به ایتالیایی: Mornico al Serio) یک کومونه در ایتالیا است که در استان برگامو واقع شده‌است.

## خصوصیات
مورنیکو ال سریو ۷٫۰ کیلومترمربع مساحت و ۲٬۶۳۲ نفر جمعیت دارد و ۱۶۲ متر بالاتر از سطح دریا واقع شده‌است.